# Писарівка (Унецький район)
Писарівка (рос. Писаревка) — село в Унецькому районі Брянської області Російської Федерації.
Населення становить 560 осіб. Входить до складу муніципального утворення Красновицьке сільське поселення.

## Історія
Населений пункт розташований на території українського етнічного та культурного краю Стародубщина.
Від 2005 року входить до складу муніципального утворення Красновицьке сільське поселення.

## Населення
| 2010 | 2013 |
| ---- | ---- |
| 605  | ↘560 |